# 耳が痛いテレビ
『耳が痛いテレビ』（みみがいたいテレビ）とは、日本テレビで2012年から2016年まで不定期に放送されていた特別番組。
視聴者から届く、耳が痛くなるような「生の声」を芸能人が電話で受け止める。

## MC
第1回
- 小島慶子

第2回 - 第6回
- 東野幸治
- 鈴江奈々（日本テレビアナウンサー）

第7回
- 東野幸治
- 岩本乃蒼（日本テレビアナウンサー）

## オペレーター
第1回
- 草野仁
- 後藤輝基（フットボールアワー）
- 芹那
- 劇団ひとり
- ミッツ・マングローブ
- 小島慶子

第2回
- 東野幸治
- 石黒彩
- 石田純一
- 井戸田潤（スピードワゴン）
- IMALU
- 草野仁
- クリス松村
- バカリズム
- 東尾理子
- 松居一代
- 茂木健一郎
- 鈴江奈々

第3回
- ヒロミ
- 羽鳥慎一
- 北斗晶
- 劇団ひとり
- 大渕愛子
- 後藤輝基（フットボールアワー）
- 菊川怜
- 杉村太蔵
- 徳光正行
- 三船美佳
- 吉村崇（平成ノブシコブシ）

第4回
- ヒロミ
- 羽鳥慎一
- 博多大吉（博多華丸・大吉）
- 劇団ひとり
- 望月理恵
- スピードワゴン（井戸田潤・小沢一敬）
- 伊藤綾子
- 杉村太蔵
- 本田朋子
- とにかく明るい安村
- 厚切りジェイソン
- GENKING
- 藤田ニコル

第5回
- ヒロミ
- 羽鳥慎一
- 恵俊彰（ホンジャマカ）
- 坂上忍
- スピードワゴン
- 千原ジュニア（千原兄弟）
- 後藤輝基（フットボールアワー）
- 山里亮太（南海キャンディーズ）
- 劇団ひとり
- ピース（又吉直樹・綾部祐二）
- 川田裕美
- 渡辺直美
- 松井玲奈
- 高畑裕太
- 熊切あさ美（VTR出演兼務）
- 芹那（VTR出演）
- マイケル富岡（同上）

第6回
- おかずクラブ
- 劇団ひとり
- 小林麻耶
- 出川哲朗
- 長嶋一茂
- 羽鳥慎一
- 渡辺直美
- いとうあさこ
- 菊川怜
- ゴールデンボンバー
- 坂上忍
- 中岡創一（ロッチ）
- 前園真聖
- 神田うの
- 林修（VTR出演）
- 綾部祐二（同上）(ピース)
- 梅宮アンナ（同上）
- 木原実（同上）
- 照英（同上）
- 中尾彬（同上）
- 東国原英夫（同上）
- 彦摩呂（同上）
- 堀江貴文（同上）
- 辻岡義堂（同上）(日本テレビアナウンサー)

第7回
- 岡田結実
- 劇団ひとり
- 後藤輝基（フットボールアワー）
- 中丸雄一（KAT-TUN）
- 平野ノラ
- 藤田ニコル
- 指原莉乃（HKT48）
- SHELLY
- トレンディエンジェル
- りゅうちぇる
- 桝太一（日本テレビアナウンサー）
- 梅沢富美男（VTR出演）
- 東国原英夫（同上）
- 長嶋一茂（同上）
- 井上裕介（同上）(NON STYLE)
- 菊地亜美（同上）
- おかずクラブ（同上）
- 坂上忍（同上）
- 小宮浩信（同上）(三四郎)

## 放送日時
| 回数  | 放送日時                    | 備考                     |
| ----- | --------------------------- | ------------------------ |
| 第1回 | 2012年4月3日0:18 - 1:13     | 『プラチナイト』枠で放送 |
| 第2回 | 2014年4月6日13:15 - 14:15   | 『サンバリュ』枠で放送   |
| 第3回 | 2015年3月19日19:00 - 20:54  |                          |
| 第4回 | 2015年8月27日19:00 - 20:54  |                          |
| 第5回 | 2015年12月16日21:35 - 23:35 |                          |
| 第6回 | 2016年4月8日19:00 - 20:54   |                          |
| 第7回 | 2016年12月1日19:00 - 20:54  |                          |

## スタッフ
2016年12月1日時点
- 企画・演出：安島隆
- 構成：アリエシュンスケ、飯塚大悟、林田晋一、安部裕之 / 桜井慎一（第1-5,7回）
- TM：木村博靖（第7回）
- SW：小林宏義（第7回）
- CAM：吉田健治（第7回）
- MIX：宮内貞
- VE：渡邊佳寛（第4,7回）
- 照明：名取孝昌（第7回）、鈴木道隆（第6,7回）
- 編集：加納敏行
- MA：山本宗太（第5回）
- 音効：小田切暁
- 美術：牧野沙和
- デザイン：熊崎真知子
- ロゴデザイン：津島美樹
- 技術協力：NiTRO
- 美術協力：日テレアート
- TK：長坂真由美
- デスク：本郷直
- リサーチ：野村直子、宮沢恵里菜（野村・宮沢→第7回）、ビスポ
- 演出補：田中英之、水谷美里、村上直美、藤井美音（田中・藤井→第7回）
- AP：山脇瞳、森田真由美
- ディレクター：藤井良記、宮原健、武石政人、奥川祐輝、須原淳一郎、境太資、加藤大樹、神田洋介
- 演出：今村光宏、井上圭
- プロデューサー：倉田忠明／三浦佳憲、竹谷和樹、近藤照代、内山大輔、橋本孔一
- チーフプロデューサー：糸井聖一
- 制作協力：ZION、IVSテレビ制作、Gothic（GO→第7回）
- 製作著作：日本テレビ

### 歴代のスタッフ
- TM：江村多加司（第6回まで）
- SW：安藤康一（第6回）
- CAM：山内剛（第6回）
- VE：古手川大（第5回）
- 照明：加藤恵介（第4回）、佐野広之（第5回）
- MA：島崎敏晴（第4回）
- モニター：ジャパンテレビ（第5回まで）
- 演出補：宮内佑弥、本村紗綾香、下田直輝、大平真一、中尾有美子、丹治幹（全員→第4回）、安田英之、野口眞嗣、樋山晶憲、田中大道、岡部知穂（岡部→第5,6回）、鈴木貴士（安田・野口・樋山・田中・鈴木→第5回）、安田真之（第6回）
- AP：武藤健志、坂田景子（坂田→第5回）、森川高行、小川友希、鯉江舞（森川以降→第6回）
- ディレクター：佐津川陽、千頭浩隆、中島孝志（全員→第4回）、双津大地郎、廣田彰大、吉田美里（吉田→第5,6回）、佐藤宏太郎、新井孝輔、松尾竜二（佐藤以降→第6回）
- プロデューサー：吉無田剛、廣瀬由紀子（廣瀬→第4,6回）、久田誠司、小室良太（久田・小室→第5,6回）
- チーフプロデューサー：松崎聡男、安岡喜郎
- 制作協力：シオプロ（第5,6回）